# Соловьёв, Александр (футболист)
Александр Соловьёв (латыш. Aleksandrs Solovjovs; 25 февраля 1988, Рига) — латвийский футболист, крайний защитник и полузащитник. Выступал засборную Латвии.

## Биография

### Клубная карьера
Воспитанник футбольной школы рижского «Сконто». Ряд источников приписывают ему один матч за основную команду «Сконто» в 2005 году в высшей лиге Латвии, по другим данным он так и не сыграл за основу своего клуба. В юности играл за «Сконто-2» в первой лиге, а в 2007 году играл в высшей лиге за рижский «Олимп», составленный на базе молодёжной сборной Латвии.
В первой половине 2008 года был на просмотрах в дубле петербургского «Зенита», английском «Бернли» и клубах низших дивизионов Италии. В сентябре 2008 году перешёл в «Вентспилс», ставший в том сезоне чемпионом Латвии, но сыграл за сезон только 2 матча. Весеннюю часть сезона 2009 года начал в другом клубе из Вентспилса — «Транзит», но летом вернулся в главную городскую команду. С «Вентспилсом» становился серебряным призёром чемпионата Латвии 2009 и 2010 годов, но так и не закрепился в основном составе клуба. Принимал участие в играх еврокубков. Неоднократно за время пребывания в «Вентспилсе» был на просмотрах в зарубежных клубах — снова в «Бернли», а также в «Блэкпуле», шотландском «Росс Каунти», итальянской «Сиракузе». В августе 2010 года контракт с «Вентспилсом» закончился и игрок стал свободным агентом.
Осеннюю часть 2010 года провёл в клубе второго дивизиона Кипра «Атромитос» (Героскипу), но из-за травм и личных проблем покинул клуб зимой, затем в течение полугода безуспешно был на просмотрах. В сентябре 2011 года присоединился к клубу седьмого дивизиона Англии «Нантвич Таун». В первой половине 2012 года играл за аутсайдера чемпионата Литвы «Таурас».
Летом 2012 года вернулся на родину и присоединился к «Юрмале», в её составе забил 5 голов в 13 матчах. Следующий сезон начал в другом клубе из того же города — «Спартаке», затем в течение года выступал за «Даугаву» (Даугавпилс), играл в матчах Лиги чемпионов. Бронзовый призёр чемпионата Латвии 2013 года. На старте сезона 2015 года провёл 3 матча за «Гулбене», в ходе сезона клуб был снят с чемпионата, а игрок до конца года более не выступал на высоком уровне.
В 2016 году выступал за эстонский клуб «Калев» (Силламяэ). Финалист Кубка Эстонии 2015/16.
С 2017 года играл за РФС, провёл более 80 матчей. Становился серебряным (2019, 2020) и бронзовым (2018) призёром чемпионата страны, обладателем Кубка Латвии (2019).

### Карьера в сборной
Выступал за юниорские и молодёжные сборные Латвии.
В национальной сборной Латвии дебютировал 25 марта 2017 года в отборочном матче чемпионата мира против Швейцарии. В 2017 году регулярно играл в основе сборной, проведя за год 8 матчей, затем стал попадать в состав реже.

## Достижения
- Чемпион Латвии: 2008
- Серебряный призёр чемпионата Латвии: 2009, 2010, 2019, 2020
- Бронзовый призёр чемпионата Латвии: 2013, 2018
- Обладатель Кубка Латвии: 2019
- Финалист Кубка Эстонии: 2015/16